# Quinchía
Quinchía, también conocido como La Villa de los Cerros, es un municipio colombiano situado en el departamento de Risaralda, sobre la Cordillera Occidental de Colombia. Con una historia salpicada por la violencia colombiana, es sin embargo un pueblo con mucha riqueza cultural y natural, a la vez que es caracterizado por la amabilidad de su gente. En 1985 fue calificado como El pueblo más lindo de Risaralda, por la gobernación de ese departamento.

## Geografía
Quinchía está situado a una altitud de 1.825 m s. n. m., y la temperatura promedio del municipio es de 18 grados centígrados. En su territorio se presentan todos los climas, desde el cálido del corregimiento de Irra, hasta el frío de las veredas de La Ceiba y El Tabor.
Quinchía está en el noroccidente del departamento de Risaralda. Limita al norte con el Municipio de Riosucio; Al sur con Anserma, por el oriente con los municipios de Filadelfia y Neira, en el departamento de Caldas y por el occidente con el municipio de Guática en Risaralda. Está a 110 km de Pereira, la capital del departamento. Estos se convierten en 2 horas y media por vía carreteable en excelentes condiciones. Cuenta con una extensión territorial de 149,8 km² . El área urbana se encuentra ubicada al pie del Cerro Gobia y posee 12 barrios. Según la última proyección del DANE, Quinchía presenta una población de 31.996 habitantes de los cuales la mayoría pertenecen a la zona rural.
El corregimiento de Irra que está a orillas del Río Cauca, de donde se extrae arena, balastro, oro en aluvión, y cuenta con lagos para la pesca; el corregimiento de Naranjal, donde se pueden encontrar cultivos de plátano que son enviados a Medellín, y la yuca para las rayanderías donde se extrae gran cantidad de almidón; los corregimientos de Santa Elena y Batero se caracterizan por sus cultivos de caña panelera.
Sus cerros tutelares le han hecho merecimiento a Quinchía como "La Villa de los Cerros" y uno de los cerros más icónicos es el Cerro Batero, ubicado en el corregimiento del mismo nombre, a una distancia de 7 kilómetros desde la cabecera municipal y al cual se puede acceder por vía carreteable en buen estado.

## División político-administrativa
Además de su Cabecera municipal. Quinchía tiene bajo su jurisdicción los siguientes Centros poblados:

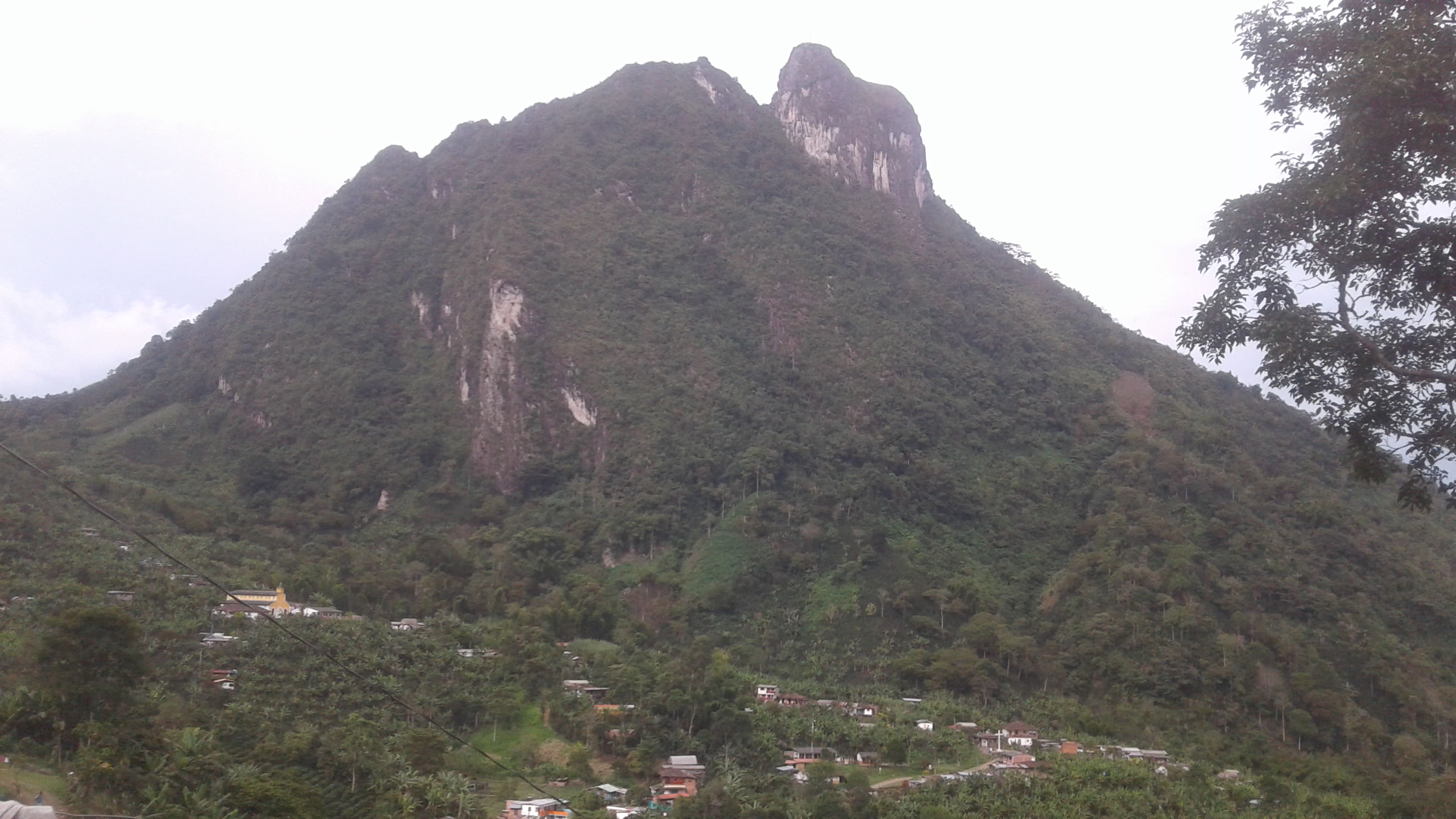
Cerro Batero

- Batero
- Irra
- Moreta
- Naranjal
- San José
- Santa Elena
- Villa Rica

## Historia
La región que hoy ocupa el municipio de Quinchía era llamada "Guacuma" por los indígenas, estaba habitada por las tribus de los Guaqueramaes y los Tapascos de la familia de los Ansermas o Umbrá y los Irras, con idiomas y costumbres diferentes. Sebastián de Belalcázar fue el primer europeo que cruzó el territorio Guacuma. Luego llegaron Juan de Badillo y Jorge Robledo quien llegó al poblado Tapasco de Chiricha, donde cercos de guadua coronados de cráneos humanos y el lúgubre sonido que producía el viento al pasar por ellos les causó una honda impresión, dando origen a la vez al nuevo nombre de la región Quinchía, el poblado de las fortalezas de guadua llamados “Quinchos”.
Los Tapascos cultivaban la tierra por el sistema de terrazas, y a la par eran excelentes alfareros. Los Irras explotaban el oro de aluvión y al igual que los indios Guaqueramaes extraían la sal de las fuentes salinas de la región. El comercio lo practicaban en los mercados o "Tiánguez" en donde cambiaban la sal y el oro por alimentos y armas. Estos indígenas cultivaban principalmente maíz,  yuca, fríjoles, ají, patatas, ahuyamas, algodón y tabaco. Sus herramientas eran fabricadas de piedra y macana. Algunos estudios, realizados por historiadores, demostraron que estas naciones, conocían y practicaban con suficiente conocimiento, la aleación de oro y cobre.

En 1572 los frailes franciscanos fundaron el convento Anserma, bajo su tutela quedó la doctrina de San Nicolás de Quinchía, para hacer frente a los ataques de las tribus del Chocó, a cuyo alrededor estuvo el caserío que hoy es conocido como "Quinchíaviejo". En tiempos de la independencia el caserío de Quinchía dependía del distrito parroquial de Anserma , que pertenecía éste a la vez a la providencia de Popayán. El departamento del Cauca llegaba en esa época hasta los poblados de Quinchía y Riosucio, limitando directamente con Antioquia. 

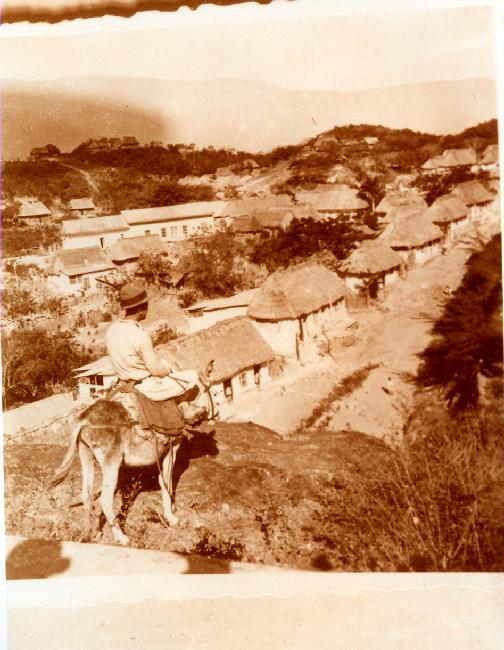
Fotografía del caserío Quinchíaviejo.

En el año de 1870 el entonces Estado del Cauca se divide en Municipios. Entre ellos el municipio del Toro,  que comprende los distritos de Riosucio, Toro, Ansermanuevo, San Juan de Marmato y Quinchía. Así, Anserma se convierte temporalmente en corregimiento de Quinchía al igual que Nazareth (Guática) y Arrayanal (Mistrató). Ya para 1892, la Asamblea del Cauca por ordenanza 33 del 17 de agosto de 1892, erige a Anserma nuevamente como Distrito.
Entre tanto, principios de 1882, se decidió comenzar a buscar un sitio más propicio para la cabecera urbana del municipio. Era de urgencia suma trasladar el antiguo rancherío, a un lugar con mejor flujo de agua y cerca del Camino Real, que entonces llevaba al convento de Anserma. Los pobladores (en su mayoría indígenas), no lograban ponerse de acuerdo: unos proponían irse a la vereda de Naranjal y otros para el llano de la quebrada Barrigona, situado al lado del Cerro Gobia. Sin poder resolver sus diferencias los pobladores dejaron la decisión en manos de la Virgen Inmaculada. Así pues, tras largos e infructuosos viajes recorriendo trochas y atajos, uno de los cargueros resbaló y la Virgen se fue de bruces contra el rastrojo. Ese fue el punto escogido donde los quinchieños iniciaron la construcción de la iglesia y empezaron a levantar sus ranchos sin apoyo ni autorización del gobierno caucano. En 1884 el antioqueño Protasio Gómez, que por ese entonces residía en Riosucio, continuó los trabajos del templo a cambio del arrendamiento de una mina de carbón.
El 28 de noviembre de 1888, el sacerdote José Joaquín Hoyos celebró la última misa de difuntos en la capilla de Quinchiaviejo, así se daba por terminada la historia de ese caserío. Amaneció el 29 de noviembre, y los pobladores, con repique de campanas y en solemne procesión, se trasladaron al nuevo pueblo. En ese domingo desapareció Quinchíaviejo Cuando se trasladaron las imágenes y los ornatos al pueblo y se tumbaron los últimos ranchos del antiguo caserío, dando origen a lo que actualmente es Quinchía. Sin embargo, bajo el gobierno de Núñez, Quinchía pasó a ser corregimiento, bajo la jurisdicción del distrito de Pueblo Nuevo (hoy San Clemente).
Sólo hasta 1919, con la ordenanza número 5 del 12 de marzo de 1919 dio nacimiento legal al municipio de Quinchía. En 1966, al crearse el departamento de Risaralda, Quinchía pasó hacer parte de esa unidad administrativa; en 1985 la cabecera Municipal fue elegida por la gobernación como “el pueblo más lindo de risaralda”. La ley 55 de 1948 disolvió el resguardo indígena de Quinchía

## Economía
La economía básica de la región la podemos resumir en dos: agrícola y minera, dada su posición geográfica equidistante a los principales centros del país como son Medellín, Pereira, Manizales, Bogotá y Cali. Quinchía se ha convertido en un municipio de gran futuro y dinamismo en la economía regional. La producción de café es de excelente calidad, también es importante por sus cultivos de plátano, yuca, caña panelera y en los últimos años se ha posicionado como uno de los municipios con mayor producción de mora, así como también en gran cultivador de espárragos; en la parte minera se destaca Quinchía por ser importante productor de oro y en menor escala de carbón. Referente a la explotación de oro en la zona aurífera del municipio se ha continuado con las diferentes asociaciones mineras de Quinchía interesadas en desarrollar trabajos y estudios de exploración. En la explotación de carbón se cuenta con varias minas que están siendo trabajadas en la vereda de Murrapal. También se debe mencionar a dos empresas generadoras de empleo que son Smurfit Kappa Cartón de Colombia S.A. que posee gran cantidad de plantaciones de pino y eucalipto para elaborar papel y cartón y la otra es la empresa PIN S.A quien cultiva productos prácticos y naturales apetecidos en el mundo como son los espárragos y las mazorquitas.

## Servicios públicos
- Energía Eléctrica: Central Hidroeléctrica de Caldas (CHEC), del grupo EPM, es la empresa prestadora del servicio de energía eléctrica.
- Gas Natural: Efigas es la empresa distribuidora y comercializadora de gas natural en el municipio.